# Chiesa di San Giorgio (Dumenza)
La chiesa di San Giorgio è la chiesa parrocchiale del comune di Dumenza, in provincia di Varese e sorge in località Runo.

## Storia
La chiesa ha origini medievali e risale all'incirca al XII secolo. Dell'antico edificio religioso oggi restano solo due mensole scolpite con volti umani che sorreggono una lapide posta alla base del campanile e il campanile stesso. La torre campanaria risulta disallineata e separata dal corpo della chiesa: questo fa supporre che in origine il campanile, posto su un rilievo roccioso, fosse una torre di avvistamento. Nel corso del tempo la torre ha subito numerosi modifiche, l'ultima delle quali, consistente nell'aggiunta della cella campanaria, risale al 1884.

## La torre campanaria
Il campanile si presenta a base quadrata ed è costruito con pietre squadrate e una copertura a piramide in beole. Le pietre di dimensioni maggiori e più regolari sono poste agli angoli, per dare maggiore stabilità alla struttura. L'ingresso della torre si trova alla base del lato orientale ed è sormontato da una lunetta a cui si sovrappongono, proseguendo verticalmente, una feritoia, una monofora parzialmente murata, una bifora e un'altra monofora con arco a sesto ribassato. Nella parte alta del campanile si trova l'orologio, sopra il quale sorge la cella campanaria, entrambi aggiunti alla fine del XIX secolo.